# Río Negro (Venezuela)
Río Negro è un comune del Venezuela situato nello stato dell'Amazonas.
Il capoluogo del comune è la città di San Carlos de Río Negro.